# Tori (gemeente)
Tori (Estisch: Tori vald) is een gemeente in de Estlandse provincie Pärnumaa. De gemeente telde 12.277 inwoners op 1 januari 2023 en heeft een oppervlakte van 611,13 vierkante kilometer. De gemeente is in oktober 2017 uitgebreid met de buurgemeenten Are en Sauga en de stadsgemeente Sindi. Sindsdien is de stad Sindi de hoofdplaats van de gemeente, voor die tijd was dat de vlek Tori.
Tori, dat aan de rivier Pärnu ligt, is vooral bekend als de bakermat van het gelijknamige paardenras. De paardenfokkerij van Tori bestaat sinds 1856. De vlag en het wapen van Tori hebben als ornament dan ook een hoefijzer.
Bij het dorp Eametsa bevindt zich de luchthaven van de naburige stad Pärnu (Pärnu lennujaam).
Het oostelijke deel van de gemeente behoort tot het uitgestrekte hoogveengebied van het Nationaal Park Soomaa, een van de vier nationale parken van Estland.

## Plaatsen
De gemeente heeft:
- één stad (Estisch: linn): Sindi;
- drie plaatsen met de status van vlek (Estisch: alevik): Are, Sauga en Tori;
- 41 dorpen (Estisch: küla): Aesoo, Eametsa, Eavere, Elbi, Elbu, Jõesuu, Kiisa, Kildemaa, Kilksama, Kõrsa, Kuiaru, Kurena, Lepplaane, Levi, Mannare, Muraka, Murru, Muti, Niidu, Nurme, Oore, Parisselja, Pärivere, Piistaoja, Pulli, Räägu, Randivälja, Rätsepa, Riisa, Rütavere, Selja, Suigu, Taali, Tabria, Tammiste, Tohera, Urge, Urumarja, Vainu, Võlla en Võlli.